# Isodon excisoides
Isodon excisoides là một loài thực vật có hoa trong họ Hoa môi. Loài này được (Y.Z.Sun ex C.H.Hu) H.Hara mô tả khoa học đầu tiên năm 1985.